# Shatkarma
Shatkarma (sanskrit: षटकर्मन ṣaṭkarman), också kallat shatkriya, är en beteckning på tekniker inom yoga (framför allt hathayoga) som berör renande av kroppen. 
Dessa sex reningstekniker, nedtecknade av Yogi Swatmarama i skriften Hatha Yoga Pradipika, kallas kriya och är:
- Neti (Nässköljning) som renar näsan och bihålorna. Detta kan göras på flera sätt, men det vanligaste är att skölja näsan med hjälp av en näskanna.[2]
- Dhauti innebär rengöring av matsmältningskanalen från munnen till anus, men även av ögon, öron, tänder, tunga och hårbotten.[3]
- Nauli innebär att man masserar och stärker bukmusklerna i syfte att rena och stärka tarmar och underliv.[4]
- Basti är olika metoder för att rena och stärka tjocktarmen.[5]
- Kapalabhati (snabb andning) är även känd som ”breath of fire”. Det är en andningsteknik som skall rena lungorna, bronkerna och främre delen av hjärnan.[6]
- Trataka är en koncentrationsövning som skall stärka ögonen och öka koncentrationsförmågan. Detta görs fenom att betrakta levande ljus från cirka en till tre meters avstånd.[7]